# Karl Friedrich Titho
Karl Friedrich Titho (né à Feldrom le 14 mai 1911  et mort à Horn-Bad Meinberg le 18 juin 2001)  est un officier militaire allemand (classé SS-Untersturmführer ) qui, en tant que commandant des camps de Bolzano et de Fossoli di Carpi  avait supervisé  en 1944 le massacre de Cibeno. Titho a été emprisonné aux Pays-Bas après la Seconde Guerre mondiale pour d'autres crimes de guerre, puis libéré en 1953 et transféré en Allemagne. Malgré un mandat d'arrêt émis par l' Italie en 1954, Titho ne fut jamais extradé pour y être jugé et mourut en Allemagne en 2001, confessant et se repentant quelques jours avant sa mort du rôle qu'il avait joué dans les atrocités commises.

## Biographie
Karl Friedrich Titho a rejoint la SS en 1932 et le parti nazi en 1933. À partir de 1942, il était gardien au camp de concentration d'Amersfoort et a été transféré au camp de concentration de Herzogenbusch en 1943. Son supérieur, Wilhelm Harster, a été promu à la tête du Sicherheitsdienst en Italie en septembre 1943 et a emmené Titho avec lui en tant que chauffeur. Harster nomma Titho commandant du camp de Fossoli di Carpi en mai 1944 et, après la fermeture de Fossoli, Titho devint commandant du camp de transit de Bolzano, poste qu'il occupa jusqu'au 3 mai 1945,.

## Massacre de Cibeno
Le 12 juillet 1944, peu de temps avant que le camp de Fossoli di Carpi soit fermé, Titho a supervisé l'exécution de 67 prisonniers, en représailles à une attaque partisane contre des soldats allemands à Gênes. Ce fait est connu sous le nom de  
Eccidio di Cibeno. Les médias italiens ont qualifié Titho de « bourreau de Fossoli » pour son rôle dans l'exécution des prisonniers,.
Pendant qu'il était commandant dans les deux camps, l'adjoint de Titho était le SS-Hauptscharführer Hans Haage, principalement responsable des prisonniers politiques.
Parmi les principaux officiers allemands à Bolzano, Titho était le seul encore présent dans la ville pendant la libération des alliés, tous les autres s'étant échappés.

## Après la guerre
En 1951, aux Pays-Bas, Titho fut reconnu coupable de crimes de guerre, alors qu'il était gardien de camp et impliqué dans l'exécution de prisonniers soviétiques. Il fut condamné à six ans de prison et une année supplémentaire pour avoir maltraité des prisonniers néerlandais, mais fut expulsé en Allemagne en 1953 après que les Pays-Bas eurent rejeté une demande d'extradition antérieure présentée par l'Italie en 1951 , 
Au début des années 1970, le procureur général de Dortmund, en Allemagne, a ouvert une enquête sur son rôle dans le massacre de Cibeno et l'envoi des détenus des camps juifs vers Auschwitz. Les deux chefs du département chargé de l'enquête sur Titho appartenaient au parti nazi  . L'affaire a été classée au motif qu'il n'était pas prouvé que Titho savait que les juifs déportés à Auschwitz seraient tués et que, compte tenu de la fin de la guerre, il n’était pas prouvé qu’ils aient finalement été tués. La déclaration officielle indiquait également que les représailles de Cibeno ne constituaient pas un meurtre, mais tout au plus un homicide involontaire, et que l'accusation était donc invalide en raison du délai de prescription.

## La confession
Peu de temps avant sa mort, Titho a admis qu'il était, en tant que membre de la SS, coupable de crimes commis dans son secteur d'opération et que cela l'avait affecté toute sa vie. Il s'est excusé auprès des victimes et des membres de leur famille.